# Linggasari (Darangdan)
Linggasari is een bestuurslaag in het regentschap Purwakarta van de provincie West-Java, Indonesië. Linggasari telt 3681 inwoners (volkstelling 2010).